# Hjortlund Kirke
Hjortlund Kirke ligger i landsbyen Hjortlund, ca. 8 km N for Ribe (Region Syddanmark).

## Eksterne kilder og henvisninger
- Wikimedia Commons har flere filer relateret til Hjortlund Kirke
- Hjortlund Kirke på KortTilKirken.dk
- Hjortlund Kirke i bogværket Danmarks Kirker (udg. af Nationalmuseet)